# 理查德·汤姆
理查德·汤姆（1920年11月8日—2007年2月20日）是一名美国举重运动员。他曾在1947年世界举重锦标赛56公斤级比赛中获得银牌，并在1948年伦敦奥运会举重56公斤级比赛中获得铜牌。